# Руднов, Аркадий Андреевич
Аркадий Андреевич Руднов (8 февраля 1922, Шадринский уезд, Екатеринбургская губерния — 30 июля 1999, Москва) — советский военный лётчик, гвардии полковник, участник Великой Отечественной войны. Герой Советского Союза.

## Биография

### Ранние годы
Аркадий Андреевич Руднов родился 8 февраля 1922 года в деревне Кукольниковой Воденниковской волости Шадринского уезда Екатеринбургской губернии. Решением Курганского облисполкома № 291 от 29 июля 1970 года д. Кукольникова исключена как сселившаяся. Ныне её территория входит в Шадринский муниципальный округ Курганской области. По национальности русский.
После рождения сына семья Рудновых переехала в районный центр город Шадринск, где Аркадий окончил 7 классов школы № 10. После поступил в горный техникум в городе Копейск, там же вступил в аэроклуб общества «Осоавиахим». В 1940 году, отучившись в техникуме 3 года, на последнем 4 курсе был направлен в Чкаловскую военную авиационную школу. Окончив её, был лётчиком—инструктором по классу штурмовой авиации. Отличался мастерским вождением Ил-2.

### Участие в Великой Отечественной
С 15 августа 1940 года, с момента поступления в военную авиационную школу, А. А. Руднов был в рядах Рабоче-крестьянской Красной Армии. Но, как многие лётчики Великой Отечественной, на фронт он попал не сразу. Военные лётчики были слишком ценны, чтобы их, толком недоученных, бросать на передовую фронта. До ноября 1943 года проходил переобучение к новым моделям самолётов. После неоднократных рапортов с просьбой отправить его на фронт Руднов был направлен в 683-й штурмовой авиаполк 335-й штурмовой авиационной дивизии 3-й воздушной армии.
Белоруссия
С ноября 1943 года А. А. Руднов сражался на 1-м Прибалтийском фронте. До весны 1944 года 335-я ШАД была мало задействована в боевых действиях. В основном работа боевого состава дивизии была направлена на учёбу молодых лётчиков и проведение разведывательных полётов. 335-я ШАД приняла активное участие в Белорусской операции (операция «Багратион») (июнь—август 1944 года). Во время первого этапа операции «Багратион» — стратегической наступательной Витебско-Оршанской операции (22 июня — 28 июня 1944) младший лейтенант Руднов отличился в сражениях у населённых пунктов Бешенковичи и Лепель, ежедневно совершая по 2-4 боевых вылета. Так, им за один день 25 июня было уничтожено 20 автомашин, 16 повозок с военным грузом, три огневые точки зенитной артиллерии, свыше 40 солдат и офицеров Вермахта. После успешно проведённой Витебско-Оршанской операции название 335-й ШАД было дополнено и переименовано в Витебскую 335-ю ШАД. Руднов также с отличием участвовал в Полоцкой операции, после которой 683-му ШАП было присвоено почётное наименование «Полоцкий», в знак заслуг по освобождению Полоцка.
С 1944 года член ВКП(б), в 1952 году партия переименована в КПСС.
Прибалтика
Осенью и зимой 1944 года сражался в Прибалтике. 28 сентября 1944 года, при выполнении боевого задания в районе Круопяй, зенитным огнём на подходе к цели его самолёт получил серьезные повреждения. Но Руднов не покинул поле боя, сбросил весь бомбовый груз на скопление танков противника и только после этого ушёл на свою территорию, где благополучно посадил поврежденный самолёт на фюзеляж. В декабре 1944 года Руднов получил задание нанести удар по артиллерийским позициям противника в районе Скутэнэ. В исключительно сложных метеоусловиях он точно вывел группу самолётов на цель и обрушил на противника бомбовый груз своих штурмовиков. Удар группы позволил успешно вести продвижение вперёд наземным войскам.
Восточная Пруссия
Весной 1945 года Руднов участвовал в сражениях в Восточной Пруссии, где особо отличился при бомбардировки железнодорожной станции Федерау. Во время авианалёта Рудновым и ведомыми им лётчиками было уничтожено 12 эшелонов с боеприпасами. К апрелю 1945 старший лейтенант Руднов произвёл 101 боевой вылет.
Указом Президиума Верховного Совета СССР от 29 июня 1945 года за образцовое выполнение боевых заданий командования на фронте борьбы с немецко-фашистскими захватчиками и проявленные при этом мужество и героизм командиру звена 683-го штурмового авиационного Полоцкого ордена Суворова полка старшему лейтенанту Руднову Аркадию Андреевичу присвоено звание Героя Советского Союза с вручением ордена Ленина и медали «Золотая Звезда» (№ 5374).

### После войны
После войны продолжал службу в Военно-Воздушных Силах СССР. В 1952 году окончил Военно-воздушную инженерную академию имени профессора Н. Е. Жуковского. Служил на командных должностях в авиационных полках. С 1970 года работал в Министерстве обороны СССР. В 1975 году в звании полковника вышел в запас. Жил в Москве, принимал активное участие в патриотическом воспитании молодёжи.
Аркадий Андреевич Руднов умер 30 июля 1999 года в городе Москве. Похоронен на Митинском кладбище Красногорского района Московской области, ныне кладбище входит в городской округ Красногорск той же области (участок 95).

## Награды
- Герой Советского Союза, 29 июня 1945 года[4]
  - Орден Ленина
  - Медаль «Золотая Звезда» № 5374
- Орден Красного Знамени — трижды: 5 июля 1944 года [5], 9 октября 1944 года [6], 12 мая 1945 года [7]
- Орден Отечественной войны I степени — трижды: 25 июля 1944 года [8], 26 марта 1945 года [9], 6 апреля 1985 года[10]
- Орден Красной Звезды, 30 декабря 1956 года
- медали, в т.ч.:
  - Медаль «За боевые заслуги», 15 ноября 1950 года
  - Юбилейная медаль «За воинскую доблесть. В ознаменование 100-летия со дня рождения Владимира Ильича Ленина»
  - Медаль «За победу над Германией в Великой Отечественной войне 1941—1945 гг.», 26 июня 1945 года[11]
  - Медаль «За взятие Кёнигсберга»

## Память
- Улица Руднова в селе Ичкино Шадринского муниципального округа Курганской области
- Средней школе № 10 города Шадринска присвоено имя Героя, 19 мая 2000 года[12]
- Памятный знак на месте деревни Кукольниковой, где родился Герой[13][14][15].
- Мемориальная доска на школе, где учился Герой; МБОУ «Средняя общеобразовательная школа № 10», Курганская область, г. Шадринск, ул. Михайловская, 79 — 56°04′51″ с. ш. 63°38′25″ в. д.HGЯO
- Мемориальная доска; МКОУ «Ичкинская средняя общеобразовательная школа», Курганская область, Шадринский муниципальный округ, село Ичкино, ул. Школьная, 12 — 56°14′40″ с. ш. 63°52′10″ в. д.HGЯO
- Упомянут на Мемориале Героев штурма города-крепости Кёнигсберг, Калининград, площадь Маршала Василевского — 54°43′14″ с. ш. 20°31′27″ в. д.HGЯO

## Семья
Жена Руднова Тамара Даниловна (31 декабря 1923 — 5 июня 1983), дочь.